# Bodalj
Bodalj (šafranka, lat. Carthamus), rod s četrdesetak vrsta korisnih, otrovnih jednogodišnjih biljaka iz porodice Asteraceae.
Listovi bodalja su trnovito nazubljeni a cvjetovio su žute boje. Plod je roška s kunadrom ili bez nje. U Hrvatskoj rastu vrste mala žutinica ili Bojadisarski bodalj (C. tinctorius) i vunenasti bodalj (C. lanatus).
Bodalj se uzgaja uzgaja radi proizvodnje ulja ili radi dobivanja boje kartamina, pa otuda i naziv bojadisarski bodalj. Bodalj je zamjenjivao i u kuhinji šafran, pa je prozvan i šafranika, odnosno lažni šafran.

## Vrste
1. Carthamus arborescens L.
2. Carthamus atractyloides (Pomel) Greuter
3. Carthamus balearicus (J.J.Rodr.) Greuter
4. Carthamus × battandieri Faure & Maire
5. Carthamus boissieri Halácsy
6. Carthamus caeruleus L.
7. Carthamus calvus Batt.
8. Carthamus carduncellus L.
9. Carthamus carthamoides Batt.
10. Carthamus catrouxii (Emb. ex Maire) Greuter
11. Carthamus cespitosus (Batt.) Greuter
12. Carthamus chouletteanus (Pomel) Greuter
13. Carthamus creticus L.
14. Carthamus curdicus Hanelt
15. Carthamus dentatus Vahl
16. Carthamus dianius Coincy
17. Carthamus duvauxii (Batt. & Trab.) Prain
18. Carthamus eriocephalus (Boiss.) Greuter
19. Carthamus × faurei Maire
20. Carthamus fruticosus Maire
21. Carthamus glaucus M.Bieb.
22. Carthamus gypsicola Iljin
23. Carthamus helenioides Desf.
24. Carthamus hispanicus Sch.Bip.
25. Carthamus ilicifolius (Pomel) Greuter
26. Carthamus lanatus L.
27. Carthamus leucocaulos Sm.
28. Carthamus lucens (Ball) Greuter
29. Carthamus mareoticus Delile
30. Carthamus mitissimus L.
31. Carthamus multifidus Desf.
32. Carthamus nitidus Boiss.
33. Carthamus oxyacantha M.Bieb.
34. Carthamus pectinatus Desf.
35. Carthamus persicus Desf. ex Willd.
36. Carthamus pinnatus Desf.
37. Carthamus plumosus (Pomel) Greuter
38. Carthamus pomelianus (Batt.) Prain
39. Carthamus reboudianus (Batt.) Prain
40. Carthamus rechingeri P.H.Davis
41. Carthamus rhaponticoides (Pomel) Greuter
42. Carthamus rhiphaeus Font Quer & Pau
43. Carthamus strictus Batt.
44. Carthamus tamamschjanae Gabrieljan
45. Carthamus tenuis (Boiss. & C.I.Blanche) Bornm.
46. Carthamus tinctorius L.